# Macue
Macue (japonsky: 松江市; Macue-ši) je hlavní město prefektury Šimane v regionu Čúgoku v Japonsku.
Status města ši (市) Macue získalo 1. dubna 1889.
Město leží na řece Óhaši u jezera Šindži (sedmé největší v Japonsku).
Macue se pyšní „černým hradem“ Macue-džó – jedním z mála původních středověkých hradů v Japonsku.
Brit Lafcadio Hearn učil v Macue v letech 1890–1891. Z jeho domu je dnes muzeum o Hearnově životě a místní turistická atrakce.

## Partnerská města
- Chang-čou, Čína
- New Orleans, USA
- Dublin, Irsko
- Jin-čchuan, Čína
- Čindžu, Jižní Korea
- Ťi-lin, Čína